# Woolloomooloo
Woolloomooloo è un sobborgo della città di Sydney in Australia. Situato a circa 1,5 chilometri a est del CBD di Sydney, era in passato un quartiere con infrastrutture portuarie abitato dalla classe operaia.

## Monumenti e luoghi d'interesse
- Finger Wharfs
- Edificio Olivetti